# Hamish Turnbull
Hamish Turnbull, född 13 juli 1999, är en brittisk tävlingscyklist som tävlar i bancykling.

## Karriär
Turnbull har ingått i det brittiska som tagit brons på lagsprinten vid EM och VM 2022 samt silver på lagsprinten vid EM 2023. Vid OS 2024 ingick han i det brittiska lag som tog silver i lagsprinten.